# E421号線
E421号線は(E421ごうせん、英: European route E421) はドイツのアーヘンからベルギーを経由しルクセンブルクのルクセンブルク市を結ぶ、欧州自動車道路のBクラス幹線道路。

## 経路
- ドイツ
  - アーヘン
- ベルギー
  - E42号線 – ザンクト・フィート
- ルクセンブルク
  - ルクセンブルク市